# آرنولف مفل
آرنولف مفل (آلمانی: Arnulf Meffle؛ زادهٔ ۱ دسامبر ۱۹۵۷) بازیکن هندبال اهل آلمان است.
وی همچنین برندهٔ جوایزی همچون برگ بوی نقره‌ای شده‌است.
وی در مسابقات کشوری و بین‌المللی در مجموع برندهٔ ۱ مدال نقره شده‌است.